# 도카이 대학
도카이 대학(일본어: 東海大学)은 일본의 도쿄도 시부야구와 미나토구와 대학 본부는 가나가와현에 위치한 사립대학이다.

## 개요
2008년 4월, 홋카이도 도카이 대학교와 규슈 도카이 대학교를 흡수 통합한다. 캠퍼스는 홋카이도 삿포로시·아사히카와시와 구마모토현 구마모토시·누마즈시에 설립했다.

## 학부・학과
- 문학부(문명학과, 역사학과 일본사 전공, 역사학과 서양사 전공, 역사학과 고고학 전공, 일본문학과, 영어문화커뮤니케이션학과)
- 문화사회학부(아시아학과, 유럽・아메리카학과, 북유럽학과, 문예창작학과, 홍보미디어학과, 심리・사회학과)
- 정치경제학부(정치학과, 경제학과, 경영학과)
- 법학부(법률학과)
- 교양학부(인간환경학과 자연환경 과정, 인간환경학과 사회환경 과정, 예술학과 음악학 과정, 예술학과 미술학 과정, 예술학과 디자인학 과정, 국제학과)
- 체육학부(체육학과, 경기스포츠학과, 무도학과, 생애스포츠학과, 스포츠・레저매니지먼트학과)
- 건강학부(건강학과)
- 이학부(수학과, 정보수리학과, 물리학과, 화학과)
- 정보이공학부(정보과학과, 컴퓨터응용공학과)
- 공학부(생명화학과, 응용화학과, 빛・화상공학과, 원자력공학과, 전기전자공학과, 재료과학과, 건축학과, 토목공학과, 정밀공학과, 기계공학과, 동력기계공학과, 항공우주학과 항공우주학 전공, 항공우주학과 항공조종학 전공, 응용생체공학과)
- 관광학부(관광학과)
- 정보통신학부(정보미디어학과, 임베디드소프웨어공학과, 경영시스템공학과, 통신네트워크공학과)
- 해양학부(해양문명학과, 환경사회학과, 해양지구과학과, 수산학과 생물생산학 전공, 수산학과 식품과학 전공, 해양생물학과, 항해공학과 항해학 전공, 항해공학과 해양기계공학 전공)
- 의학부(의학과, 간호학과)
- 경영학부(경영학과, 관광비즈니스학과)
- 국제문화학부(지역창조학과, 국제커뮤니케이션학과)

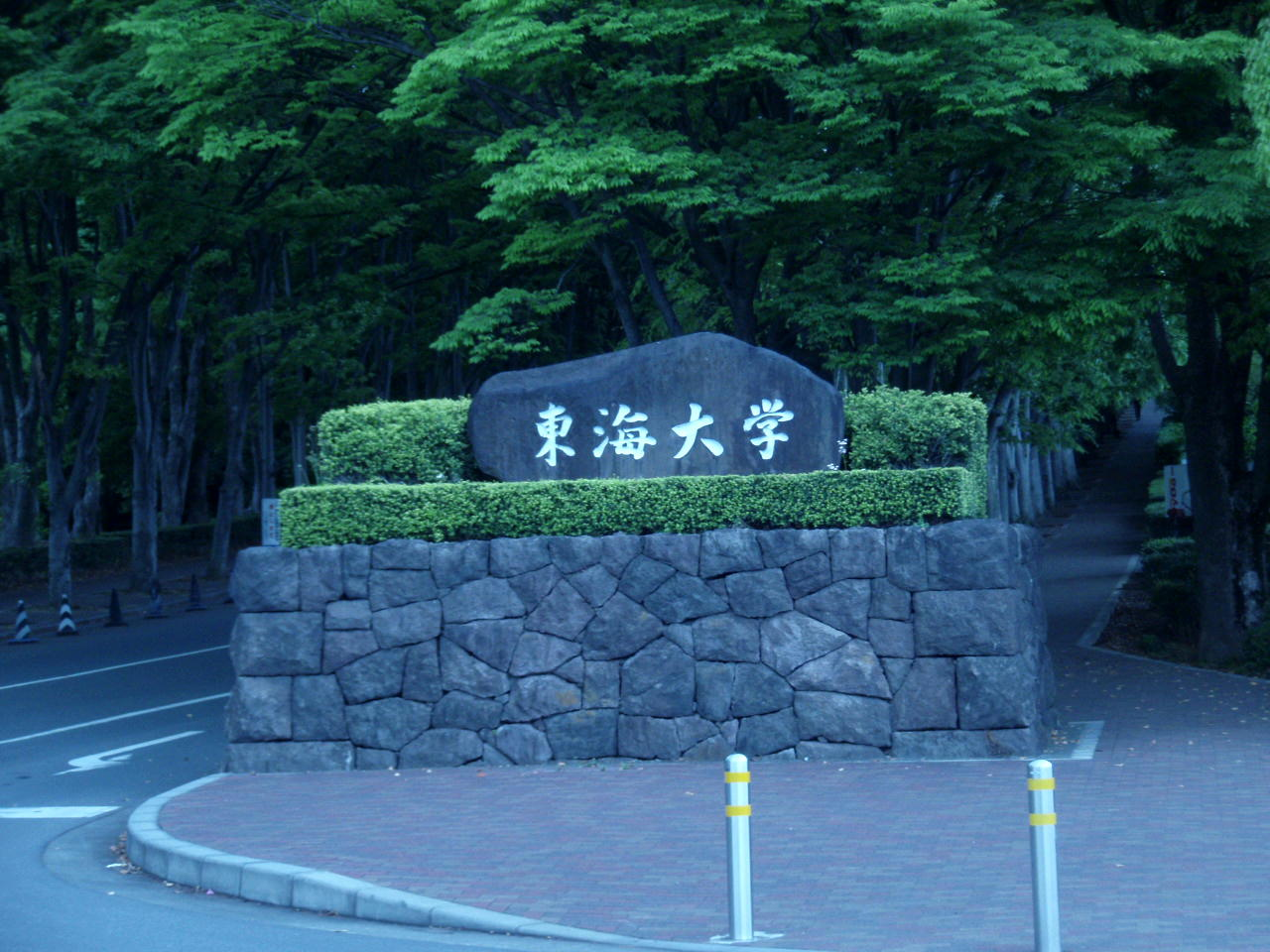
도카이 대학 입구

- 생물학부(생물학과, 해양생물과학과)

## 대학원
- 의학 연구과
- 건강과학 연구과
- 정치학 연구과
- 경제학 연구과
- 법학 연구과
- 문학 연구과
- 인간 환경학 연구과
- 예술학 연구과
- 체육학연구과
- 이학 연구과
- 공학 연구과
- 개발공학 연구과
- 해양학 연구과

전문직 대학원
- 실무 법학 연구과(Law School)
- 임베디드 기술 연구과

## 부속 기관
- 종합 과학기술 연구소
- 정보기술 센터
- 우주 기술 센터
- 해양생물 센터
- 익스텐션(extension) 센터
- 대학출판회
- 지적 재산 전략 본부
- 종합 의학 연구소
- 스포츠 의과학 연구소
- 대학 도서관

## 의학부 부속 병원
- 부속 병원
  - 고도 구명 구급 센터
- 부속 도쿄 병원
- 부속 오이소 병원
- 부속 하치오지 병원

## 그 외
- 해양 조사선